# Kokura
Kokura (Japans: 小倉) was een oude Japanse vestingstad die door middel van de voorstad Moji de Straat van Shimonoseki tussen Honshu en Kyushu beheerste. Toen in 1963 de moderne stad Kitakyushu werd gesticht werd deze verdeeld in het noordelijk deel Kokura Kita, en het zuidelijk deel Kokura Minami.
Kokura is ook de naam van het voorlaatste station aan de Sanyo Shinkansen-spoorlijn. Het is eigendom van JR Kyushu en is een belangrijk onderdeel van het lijnenstelsel van dit bedrijf. Kokura is door veerponten verbonden met Matsuyama in Ehime op Shikoku, en Busan in Korea.
Aan het eind van de Tweede Wereldoorlog was Kokura het eerste doel van de atoombom Fat Man. Toen de bommenwerper Bockscar op 9 augustus 1945 boven Kokura aankwam, bleek de stad echter in wolken gehuld. Omdat majoor Charles Sweeney van Bockscar opdracht had op zicht te bombarderen, werd uitgeweken naar het alternatieve doel: de stad Nagasaki, die vervolgens werd gebombardeerd. Zo ontstond in Japan de uitdrukking Kokura's geluk voor het ontsnappen aan een vreselijke situatie zonder dat men zich daarvan bewust is.
Het staalbedrijf Sumitomo Metal Industries bouwde in de jaren 1950 een groot staalfabriekscomplex in Kokura. Na de fusie met Nippon Steel behoorde het complex tot deze groep. De staalproductie werd er in 2020 gestaakt.
De schrijver Seichō Matsumoto is in Kokura geboren. Een aan hem gewijd museum bevindt zich in de binnenstad. Zijn collega Mori Ogai leefde meerdere jaren in Kokura.
- CiNii: DA05352173
- Gemeinsame Normdatei: 4372717-7
- Bibliotheek van het Japanse parlement: 00348385
- Virtual International Authority File: 252634644
- WorldCat: E39PBJbtjjk8wK84mrp6GQmw4q